# San-Gavino-d'Ampugnani
San-Gavino-d'Ampugnani (en cors San Gavinu d'Ampugnani) és un municipi francès, situat a la regió de Còrsega, al departament d'Alta Còrsega. L'any 1999 tenia 79 habitants.

## Demografia
| 1962 | 1968 | 1975 | 1982 | 1990 | 1999 |
| ---- | ---- | ---- | ---- | ---- | ---- |
| 71   | 104  | 94   | 111  | 56   | 79   |

## Administració
| Període | Identitat     | Partit | Qualitat |  |
| ------- | ------------- | ------ | -------- |  |
| 2001-   | Félix Tambini |        |          |  |